# Stefan Krauß
Stefan Krauß (* 25. Juni 1967 in Berchtesgaden) ist ein ehemaliger deutscher Skirennläufer.

## Biografie
Krauß begann auf Initiative seiner Eltern im Alter von sechs Jahren mit dem Skifahren. 1993 gewann er den Super G bei den Internationalen Deutschen Meisterschaften 1993 in Garmisch-Partenkirchen. Zudem war der für den Skiklub Berchtesgaden startende vierfache Deutsche Meister Krauss, der von 1983 bis 1998 der deutschen Ski-alpin-Nationalmannschaft angehörte, in den Jahren 1997 und 1998 Deutscher Abfahrtsmeister. Bei drei seiner fünf Weltmeisterschaftsteilnahmen konnte der 1,81 Meter große Krauss, der zu seiner aktiven Zeit 86 kg Wettkampfgewicht auf die Waage brachte, sich unter den ersten zwanzig Teilnehmern platzieren. In Morioka/Japan 1993 war er 15. im Abfahrtslauf, bei den Weltmeisterschaften 1996 20. in der Abfahrt, in Sestriere 1997 erreichte er Platz elf im Super-G und Rang 17 im Abfahrtslauf. Seine besten Weltcup-Platzierungen waren ein vierter Platz im Super-G von Garmisch-Partenkirchen und ein sechster Rang 1990 im Abfahrtslauf von Schladming.
Nach seiner sportlichen Laufbahn absolvierte der gelernte Bürokaufmann in Köln an der dortigen Trainerakademie eine Ausbildung zum Diplom-Trainer und hatte die Position des Generalsekretärs und Sportdirektors des Bob- und Schlittenverbandes für Deutschland e. V. (BSD) inne. Im Jahr 2008 übernahm Krauß die Position des Geschäftsführers der DSV Marketing GmbH im Deutschen Skiverband.

## Erfolge
- 1987:

Deutsche Meisterschaften 3. Platz – Abfahrt
- 1992:

Deutsche Meisterschaften 1. Platz – Super G
Deutsche Meisterschaften 2. Platz – Abfahrt
- 1993:

Weltmeisterschaft 15. Platz – Abfahrt
Deutsche Meisterschaften 1. Platz – Super G
- 1996:

Weltmeisterschaft 20. Platz – Abfahrt
- 1997:

Weltmeisterschaft 11. Platz – Super G
Weltmeisterschaft 17. Platz – Abfahrt
Deutsche Meisterschaften 1. Platz – Abfahrt
- 1998:

Deutsche Meisterschaften 1. Platz – Abfahrt
Deutsche Meisterschaften 3. Platz – Super G